# پرنسس نورا (کشتی بخار)
پرنسس نورا (کشتی بخار) (به انگلیسی: Princess Norah (steamship)) یک کشتی است که طول آن ۲۵۰ فوت (۷۶٫۲ متر) می‌باشد. این کشتی در سال ۱۹۲۸ ساخته شد.